# Шон Роден
Шон Роден (2 квітня 1975 , Кінгстон  — 6 листопада 2021 , США ) — ямайсько-американський професійний культурист IFBB і що іменувався Містером Олімпією. Він переміг у конкурсі Містер Олімпія 2018 року, перемігши семиразового Містера Олімпія Філа Хіта. Він був найстаршим культуристом, який виграв титул Містер Олімпія, у віці 43 років і п'яти місяців.

## Раннє життя
Роден, який народився 1975 року в Кінгстоні, Ямайка, мігрував до США в 1990 році і оселився в Меріленді. Він мав період алкозалежності після смерті свого батька Ллойда в 2002 році, який подолав завдяки своїй подрузі Ленор Керролл.

## Кар'єра
Починаючий футболіст у ранньому підлітковому віці, Роден почав займатися бодібілдингом у 1992 році за натхненням від минулого Містера Всесвіту, Йонні Шамбургера, і після аматорської кар'єри, відзначеної кількома травмами та алкогольною залежністю, до 2010 року виграв IFBB Pro.. Він був 11-м на « Містер Олімпія» 2011 (дебют «Містер Олімпія»), 3-м на « Містер Олімпія» 2012 року та 4-м на змаганнях Містер Олімпія 2013 року. У 2014 році Роден був третім на змаганнях Містер Олімпія 2014 року і знову третім на Містері Олімпія 2015 року. У 2016 році він був уже другим. У 2018 році Роден став новим містером Олімпія, замінивши Філа Хіта. Він є найстаршим культуристом, який виграв титул, у віці 43 років і 5 місяців.

## Особисте життя і смерть
Шон Роден одружився з Мішель Шугар у 2018 році. Однак через особисті проблеми невірність вони розлучилися. Роден помер від серцевого нападу 6 листопада 2021 року.

## Справа про зґвалтування
Родена звинуватили в сексуальному насильстві щодо протеже, коли він відвідував Солт-Лейк-Сіті, штат Юта, у жовтні 2018 року, незабаром після його перемоги в Містері Олімпії. У липні 2019 року в штаті Юта йому було пред'явлено офіційне звинувачення у зґвалтуванні та сексуальному насильстві.
За матеріалами справи, Роден запросив одружену жінку, яку він тренував, до свого готельного номеру в Солт-Лейк, де вчинив зазначені дії. Компанія American Media LLC, яка є організаторкою конкурсу Містер Олімпія, у липні 2019 року опублікувала заяву, що Родену заборонено брати участь у конкурсі Містер Олімпія 2019 року, а також у майбутніх змаганнях. Керівний орган спорту з бодібілдингу та фітнесу IFBB оприлюднив у липні 2019 року через представника Джима Меніону заяву про те, що проти Родена не буде вжито жодних дій, поки не буде зібрано додаткову інформацію.

## Історія змагань
Аматорські
- 2009 IFBB Північноамериканський чемпіонат — 1-е місце
- 2009 NPC Delaware Open Bodybuilding — 1-е місце
- 2001 NPC Team Universe Championships — 2-е місце
- 2000 NPC Team Universe Championships — 4-е
- 1999 NPC Team Universe Championships — 3-е місце

Професійні виступи
- 2018 Містер Олімпія — 1-е місце[9]
- 2017 Містер Олімпія — 5-е місце
- 2016 Містер Олімпія — 2-е
- 2016 Kuwait Pro Men's Bodybuilding — 3-є місце
- 2015 EVL's Prague Pro — 3 місце
- 2015 Містер Олімпія — 3 місце
- 2014 IFBB San Marino Pro — 1-е місце
- 2014 EVL's Prague Pro — 3 місце
- 2014 Dubai Pro — 2 місце
- 2014 IFBB Arnold Classic Europe — 2 місце
- 2014 Містер Олімпія — 3 місце
- 2014 IFBB Australian Pro — 1-е місце
- 2014 IFBB Arnold Classic — 2 місце
- 2013 IFBB Arnold Classic Europe — 4 місце
- 2013 Містер Олімпія — 4 місце
- 2012 IFBB EVL Prague Pro — 2 місце
- Гран-прі Великої Британії 2012 IFBB — 1-е місце
- 2012 IFBB Arnold Classic Europe — 1-е місце
- 2012 Містер Олімпія — 3 місце
- 2012 IFBB Dallas Europa Supershow — 1-е місце
- 2012 IFBB PBW Tampa Pro — 1-е місце
- 2012 NPC Dexter Jackson Classic — NP
- 2012 IFBB Arnold Classic — 8 місце
- 2012 IFBB FLEX Pro — 4 місце
- 2011 Містер Олімпія — 11-е місце
- 2011 IFBB Dallas Europa Super Show — 3-е
- 2010 IFBB Dallas Europa Super Show — 6-е